# Purée instantanée

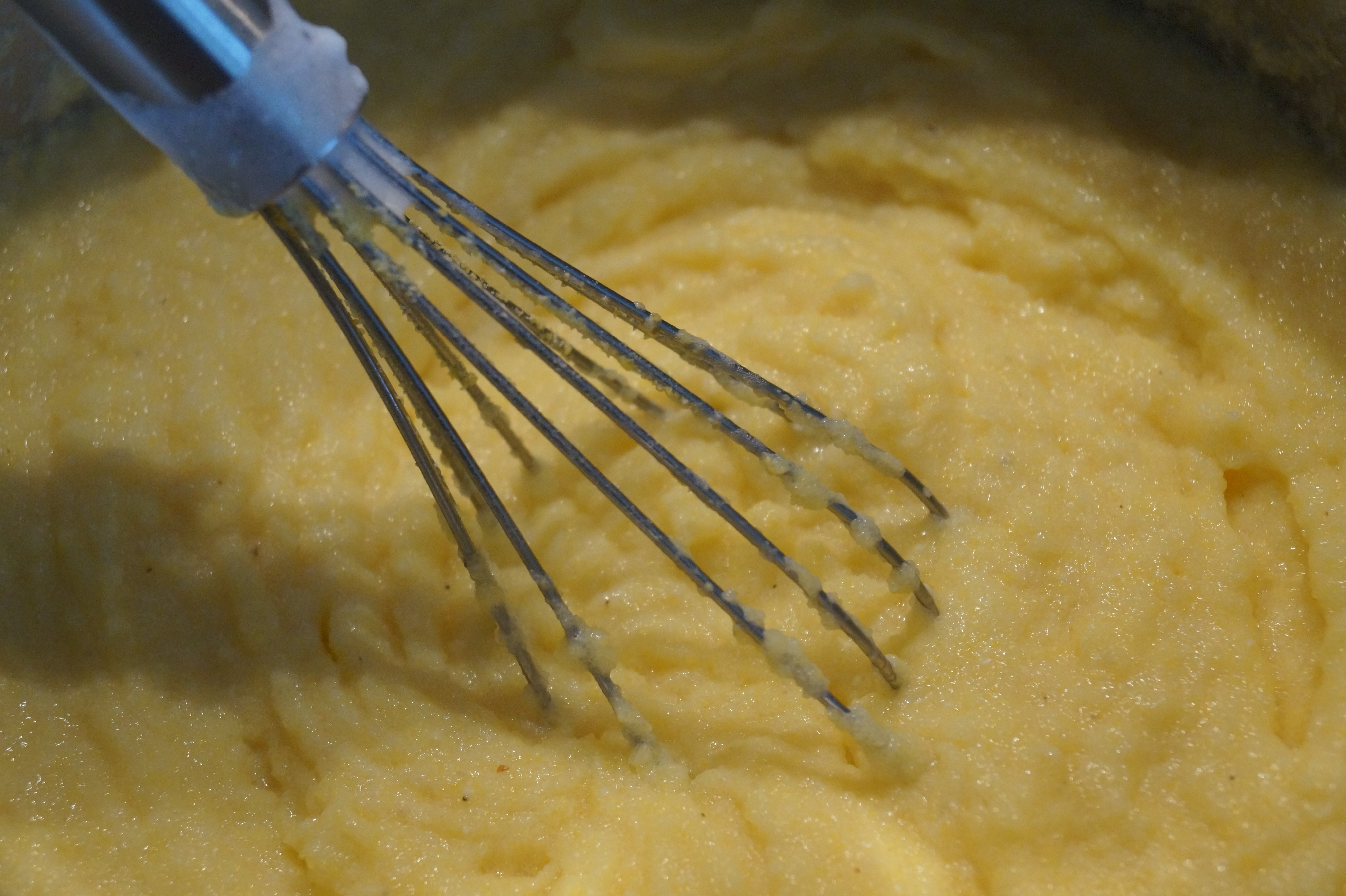
De la purée instantanée dans une casserole

La purée en flocons, ou purée instantanée, est un aliment industriel fabriqué à partir de pommes de terre qui ont été cuites, écrasées et déshydratées par un processus industriel et conditionnées en paquets sous forme d'aliment prêt-à-servir. Elle peut être reconstituée chez soi en quelques minutes en y ajoutant de l'eau ou du lait chaud, donnant une purée très proche de celle préparée normalement, tout en demandant moins de temps et d'efforts.
Considéré comme un aliment ultra-transformé, elle se présente sous diverses variantes aromatisées, par exemple à l'oignon, à la ciboulette, à l'ail et au beurre. Elle peut aussi être conditionnée avec de la sauce instantanée.
La purée de pommes de terre peut être reconstituée à partir de farine de pomme de terre, mais ce procédé se heurte à une difficulté qui est la formation de grumeaux. Un des caractéristiques-clés de la purée instantanée est qu'elle se présente sous la forme de flocons ou granulés, éliminant la formation de grumeaux.
Il existe des produits analogues à la purée de pommes de terre instantanée, tels le poi hawaïen à base de taro et le foufou africain à base de manioc ou d'ersatz de manioc comme les céréales. Le poha, bouillie de riz aplatie du sous-continent indien, est aussi dans le même esprit, comme plus largement d'autres porridges instantanés, présentés sous forme de flocons, granulés ou perles pour éviter les grumeaux.
Les granulés ou perles de pommes de terre sont généralement réservés aux collectivités et aux restaurants. Les purées de pommes de terre granulées peuvent se trouver dans certains circuits de gros ou de vente d'aliments déshydratés ou de survie. Par rapport aux purées en flocons, les présentations en granulés ou perles sont beaucoup plus hygroscopiques lorsqu'on les mélange avec de l'eau. Elles ont généralement un meilleur goût, un rendement plus élevé et donnent un mélange plus ferme.

## Histoire

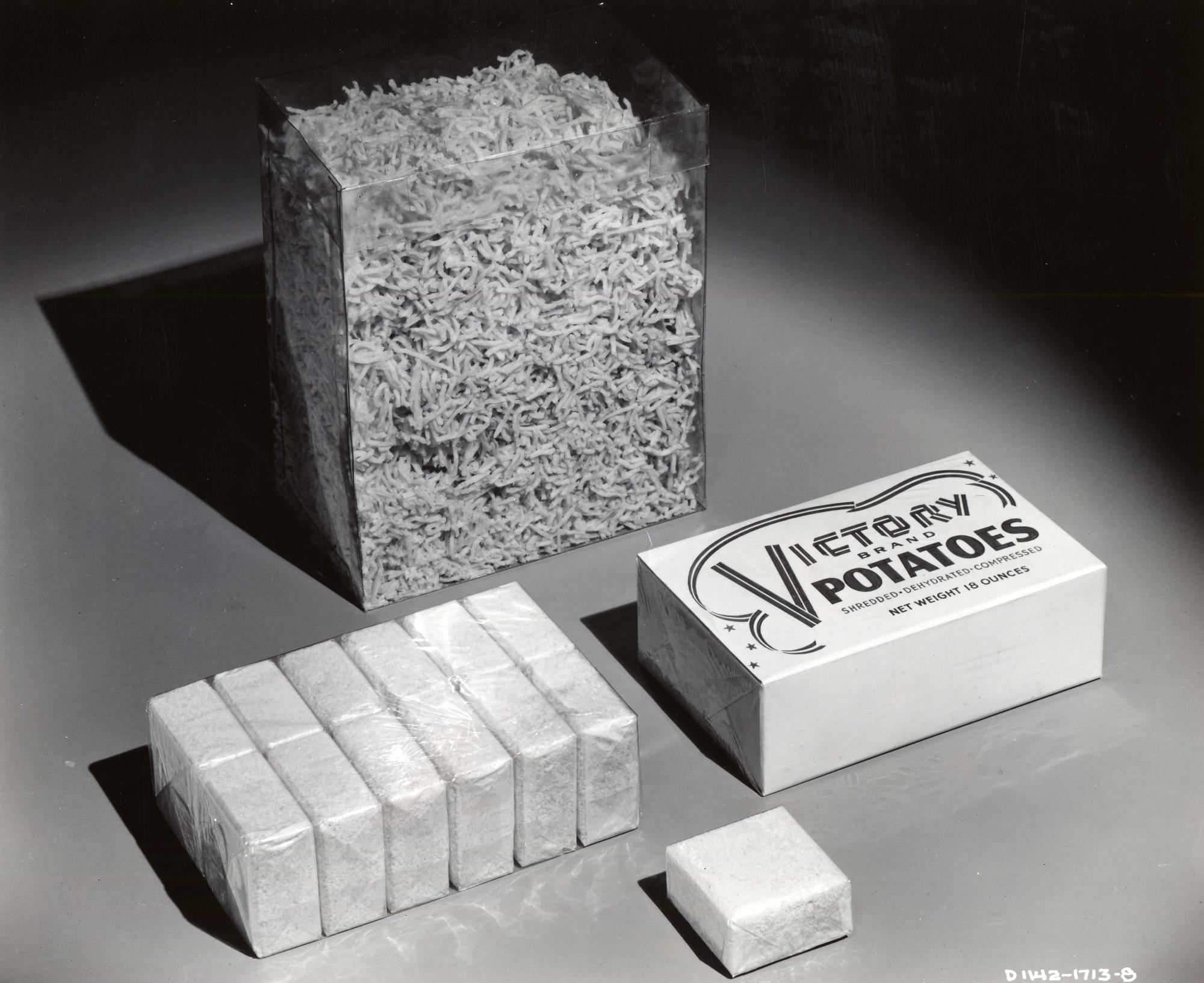
Vermicelle de pommes de terre déshydratées (photo vers 1940)

La pratique consistant à moudre l'amidon des racines alimentaires et à les déshydrater, pour en assurer la conservation et le rendre transportable, est largement attestée dans le monde, et vraisemblablement date d'avant l'avènement de l'agriculture. Les pommes de terre en particulier ont été traitées par le gel et la dessiccation depuis au moins l'époque de l'empire inca, sous la forme du chuño.

## Nutrition
La purée instantanée a sensiblement les mêmes qualités nutritionnelles que la purée de pommes de terre, cependant par l'utilisation d'un procédé industriel l'effet "matrice" de la pomme de terre a été perdu lors de l'étape de déshydratation. l'amidon hautement gélatinisé est très facilement digestible par les enzymes digestives.